# Southglenn
Southglenn was een plaats (census-designated place) in de Amerikaanse staat Colorado, en viel bestuurlijk gezien onder Arapahoe County. Southglenn maakt sinds 2001 deel uit van Centennial

## Demografie
Bij de volkstelling in 2000 werd het aantal inwoners vastgesteld op 43.520.

## Geografie
Volgens het United States Census Bureau beslaat de plaats een oppervlakte van
25,2 km², geheel bestaande uit land.

## Plaatsen in de nabije omgeving
De onderstaande figuur toont nabijgelegen plaatsen in een straal van 8 km rond Southglenn.